# Schwarze Maulbeere
Die Schwarze Maulbeere (Morus nigra) ist eine Pflanzenart aus der Gattung der Maulbeeren (Morus) innerhalb der Familie der Maulbeergewächse (Moraceae). 

## Vorkommen
Die Schwarze Maulbeere ist ursprünglich in Westasien beheimatet. Sie wurde allerdings spätestens um 1500 herum bereits in Südeuropa gepflanzt. Im Mittelmeerraum und in den südöstlichen USA ist sie mittlerweile eingebürgert. In Mitteleuropa ist sie dagegen selten zu finden, da sie nur in den wärmsten Lagen gut gedeiht. Die größte dokumentierte Ansammlung von Schwarzen Maulbeeren in Mitteleuropa (ca. 470 Bäume) ist im Weingarten von Pukanec in der Slowakei zu finden.

## Beschreibung

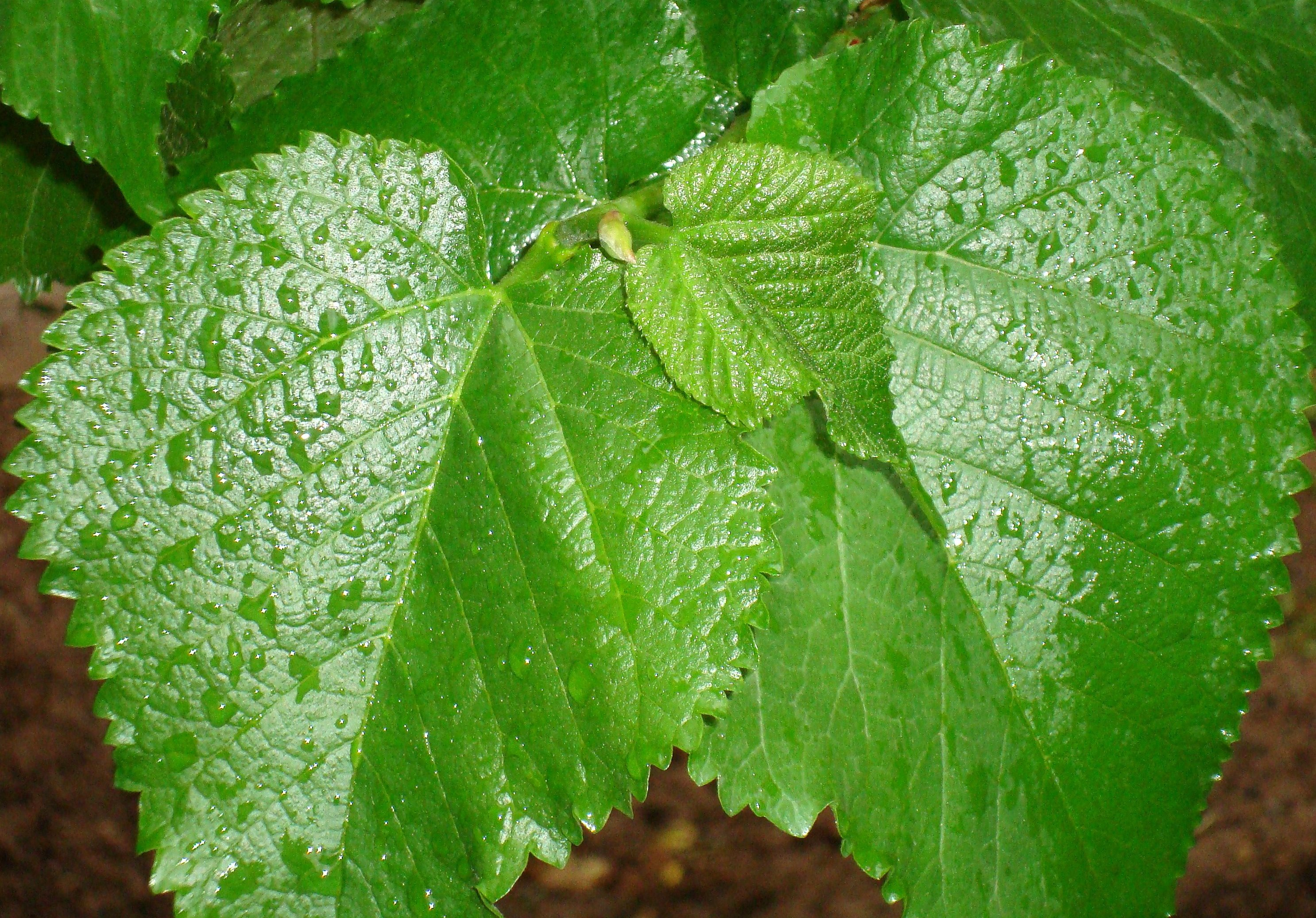
Laubblatt

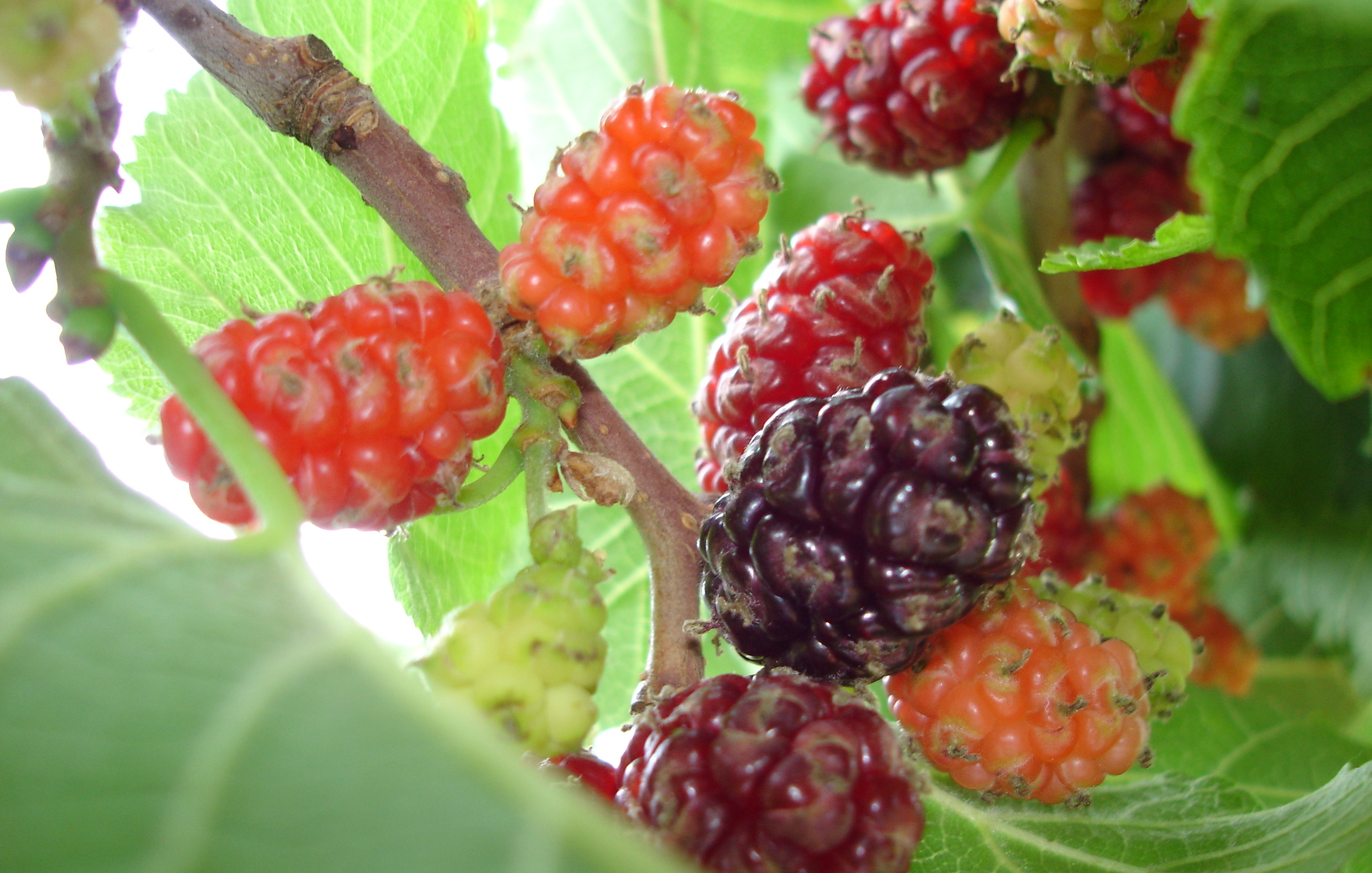
Früchte der schwarzen Maulbeere (Morus nigra) in den verschiedenen Reifegraden von grün über rot nach schwarz

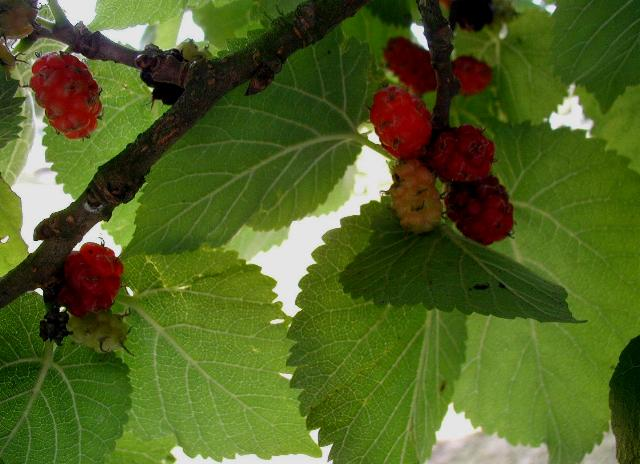
Maulbeeren, unreife Früchte und Blätter

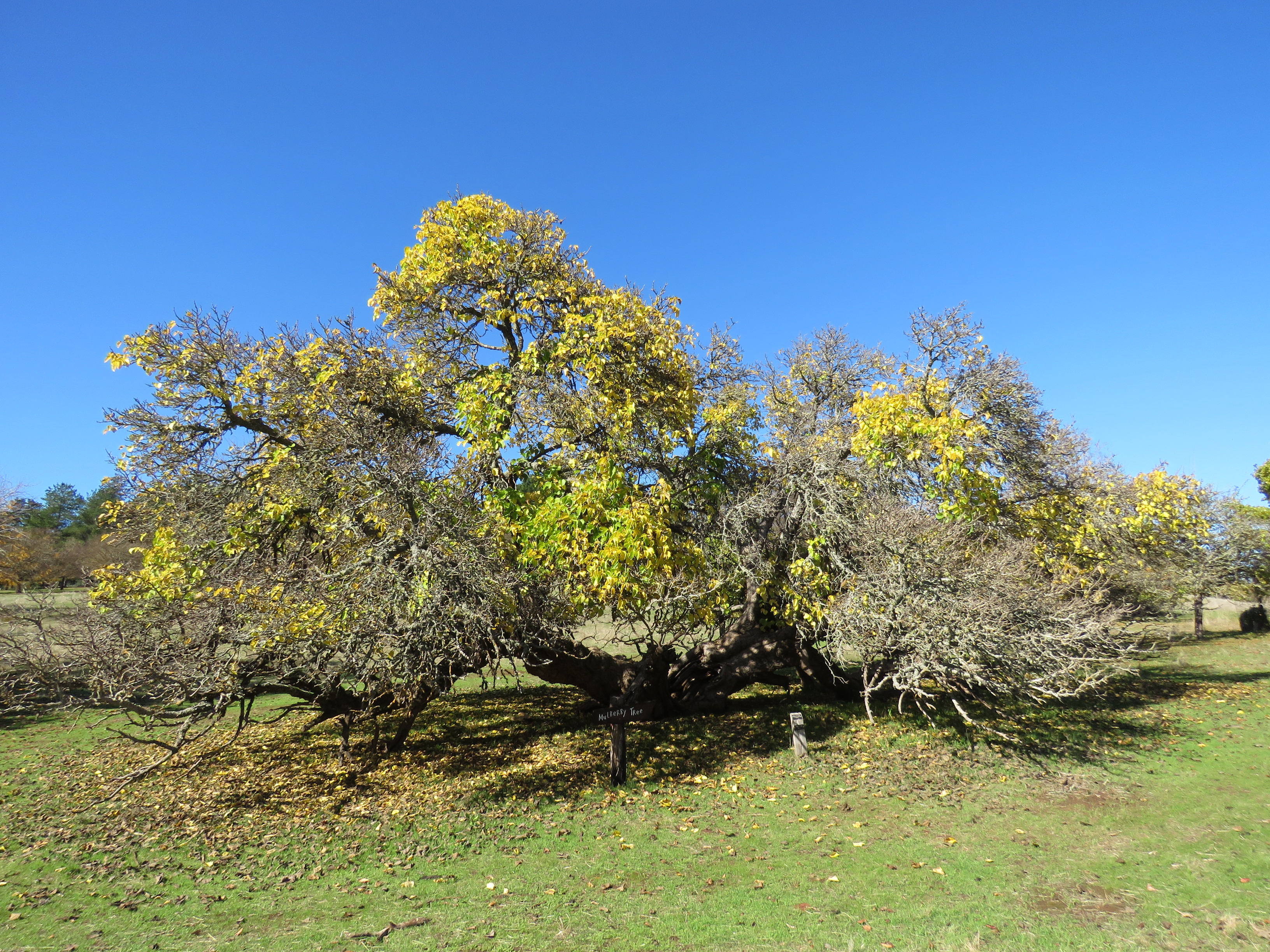
Altes Exemplar von Morus nigra mit arttypischem Habitus im Golden Valley Tree Park (Australien)

Die Schwarze Maulbeere wächst als sommergrüner Baum und erreicht Wuchshöhen von bis über 12 Meter. Der Stammdurchmesser erreicht bis über 1,5 Meter, selten über 2 Meter. Am Stamm finden sich viele knollenförmige Verdickungen und Wassertriebe. Die braune bis gräuliche Borke ist im Alter furchig. Die Krone ist niedrig und breit gewölbt; alte Stämme sind überlehnend oder niederliegend.
Die Rinde der dicken Zweige ist anfangs hellgrün, später braun bis purpurgrau sowie etwas behaart und weist verstreute große Lentizellen auf. Die Knospe ist dick und glänzend dunkelpurpurbraun. 
Die Laubblätter sind in Blattstiel und -spreite gegliedert. Der behaarte Blattstiel ist 1,5 bis 2,5 cm lang. Die dickliche, feste Blattspreite ist bei einer Länge und Breite von 8 bis 12 cm, zuweilen auch bis 18 cm eiförmig bis oft herzförmig mit spitzem bis zugespitztem oberen Ende. Der Blattrand ist unregelmäßig grob gesägt oder gekerbt und mitunter dreilappig. Die unterseits hellere Blattspreite ist oberseits glänzend dunkelgrün, rau, schuppig und unterseits mehr oder weniger behaart.
Die Schwarze Maulbeere ist ein- oder zweihäusig. Die vielblütigen, kurzen und dichten Blütenstände, Kätzchen erscheinen achselständig. Die eingeschlechtlichen und sitzenden Blüten sind grünlich mit einfacher Blütenhülle, die Kronblätter fehlen. Die bis 2,5 Zentimeter langen und eiförmigen bis kugeligen oder länglichen, noppeligen Fruchtverbände sind anfangs noch grün, färben sich im Juli orangefarben bis scharlach und kurz vor dem Abfallen dunkel schwarzrot. Bei Vollreife sind sie süß, saftig und essbar.
Die Chromosomenzahl beträgt 2n = 308.

## Taxonomie
Die Erstveröffentlichung der im Mittelalter auch als Moracelsi (und kurz Mora) bezeichneten Pflanze erfolgte 1753 durch Carl von Linné unter dem Namen Morus nigra in seinem Werk Species Plantarum, 2, S. 986.

## Nutzung
Es sind mehrere Zuchtformen in Kultur. Hier eine Auswahl:
- 'Black Persian': Mit großen schwarzen Früchten, die etwa 3 cm lang und fast ebenso breit sind. Die Früchte sind saftig.
- 'Chelsea': Diese Form trägt lange, dunkle Früchte von feinem Geschmack.
- 'Kaester': Eine ertragreiche Sorte, die aus Los Angeles stammt. Sie bildet große, längliche, schwarze oder dunkelrote Früchte. Die Früchte sind etwa 3 bis 4 cm lang und knapp 2 cm breit. Der Geschmack ist sehr süß.